# Banjarsari (Wonosobo)
Banjarsari is een bestuurslaag in het regentschap Tanggamus van de provincie Lampung, Indonesië. Banjarsari telt 1821 inwoners (volkstelling 2010).